# صحافة بيئية

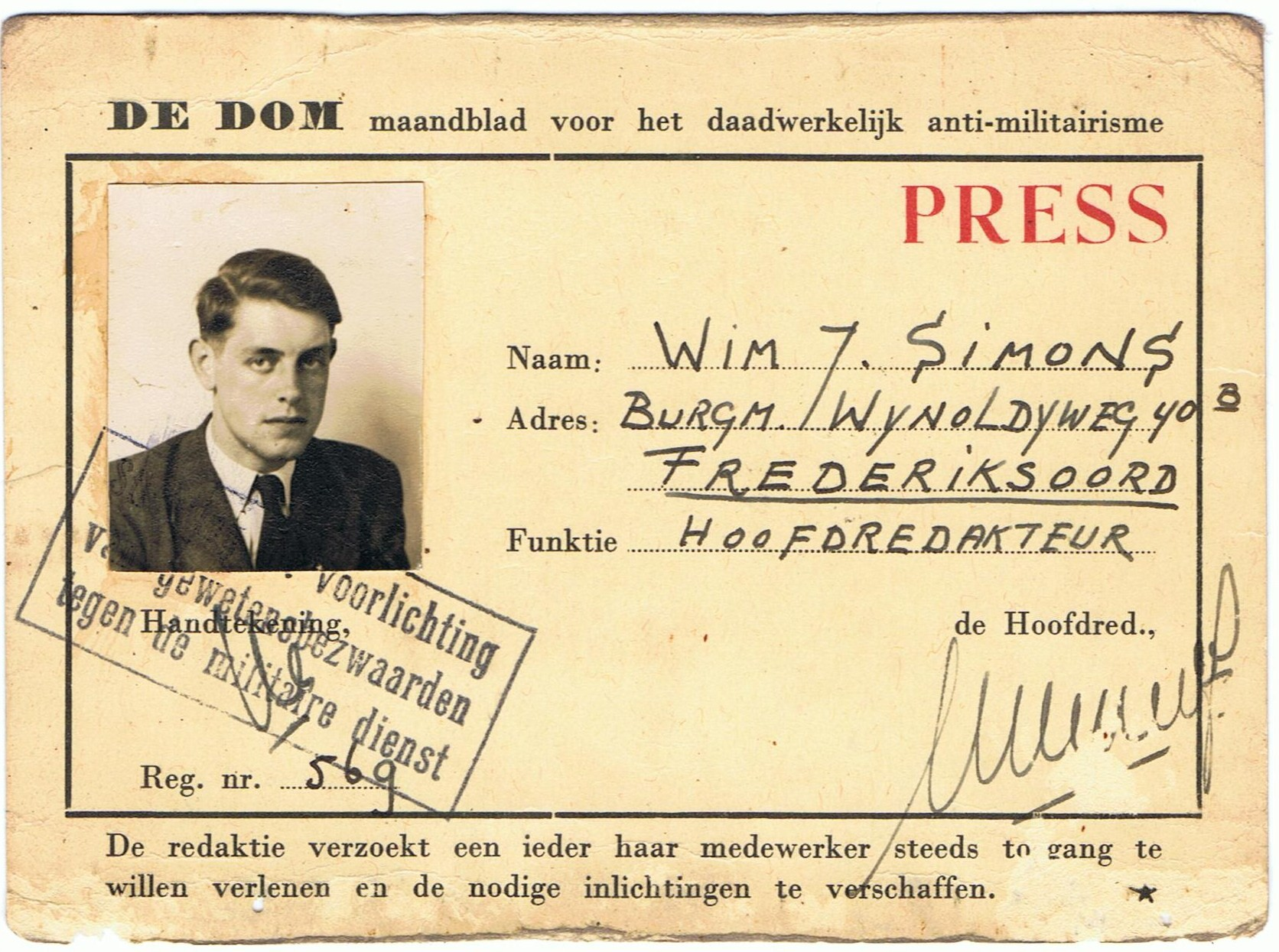

الصحافة البيئية تعني تجميع المعلومات والتحقق منها وإنتاجها وتوزيعها وعرضها وذلك فيما يتعلق بالأحداث والاتجاهات والمشكلات الجارية والأشخاص المقترنين بالعالم غير البشري الذي يجب أن يتفاعل معه البشر بالضرورة. ولكي تكون صحفيًا بيئيًا، يجب أن يدرك الشخص اللغة والممارسات العلمية، والمعرفة بالأحداث البيئية التاريخية، والقدرة على المعرفة الدائمة بقرارات السياسة البيئية وعمل المنظمات البيئية، والفهم العام للمشكلات البيئية الحالية، والقدرة على توصيل كل تلك المعلومات إلى العامة بطريقة يمكن فهمها بسهولة، على الرغم من صعوبتها.
وتقع الصحافة البيئية في إطار نطاق الاتصالات البيئية ويمكن تتبع جذروها إلى الكتابة المتعلقة بالطبيعة. ومن بين النقاشات الرئيسية في الصحافة البيئية الاختلاف المستمر حول كيفية تمييزها عن الأنواع والأنظمة المتحالفة معها.

## معلومات تاريخية
رغم أن مجال الكتابة المتعلقة بالطبيعة له تاريخ ثري يعود على الأقل إلى السرد الاستكشافي لكريستوفر كولومبوس، ويتبع التقاليد من خلال الكتاب البارزين في مجال الطبيعة مثل رالف والدو إيميرسون وهنري ديفيد ثوريو في أواخر القرن التاسع عشر وجون بوروز وجن موير في بدايات القرن العشرين وألدو ليوبولد في الأربعينيات من القرن العشرين، لم يبدأ مجال الصحافة البيئية في التشكل حتى الستينيات والسبعينيات من القرن العشرين.
ويتوازى نمو الصحافة البيئية كمهنة تقريبًا مع نمو الحركة البيئية، والتي أصبحت حركة ثقافية رئيسية مع نشر كتاب الربيع الصامت (Silent Spring) لراشيل كارسون في عام 1962، كما حازت على المزيد من الشرعية من خلال إصدار كتاب قانون البرية (Wilderness Act) في عام 1964. وقد ظهرت المنظمات البيئية على مستوى القاعدة ظهورًا مزدهرًا على الساحة السياسية في الستينيات والسبعينيات من القرن العشرين، حيث ساعدت على زيادة الوعي العام لما اعتبره العديد «أزمة بيئية»، ومن خلال العمل على التأثير على قرارات السياسة البيئية. وتبع ذلك وسائل الإعلام التي تابعت وخلقت الاهتمام العام بالمشكلات البيئية من ذلك الحين.
كما حصل مجال الصحافة البيئية على المزيد من الشرعية من خلال إنشاء جمعية الصحفيين البيئيين  في عام 1990، والتي تمثلت مهمتها في «تطوير فهم العامة للمشكلات البيئية من خلال تحسين جودة ودقة ووضوح التقارير البيئية». واليوم، يتم توفير برامج أكاديمية في العديد من المؤسسات لتدريب صغار الصحفيين على الصرامة والتعقيد والاتساع الشديد للصحافة البيئية.

## مناقشات الدفاع
يوجد صدع بسيط في مجتمع الصحفيين البيئيين. فالبعض، بما في ذلك أولئك المشاركين في جمعية الصحفيين البيئيين، يعتقدون في موضوعية نقل الأخبار البيئية، في حين أن هناك آخرين، مثل مايكل فروم، وهو شخصية بارزة في هذا المجال، يرى أن الصحفيين لا يجب أن يدخلوا إلى الجانب البيئي من المجال إلا إذا كان إنقاذ الكوكب يمثل شغفًا شخصيًا لهم، وأن الصحفيين البيئيين يجب ألا يشعروا بالخجل حيال الدفاع عن البيئة، بالرغم من أن ذلك يجب ألا يكون على حساب الربط بين الحقائق والآراء بشكل واضح في كل جوانب مشكلة ما. ويبدو أن هذا النقاش لن يحل قريبًا، ولكن مع وجود تغييرات في مجال الصحافة الناجم عن استخدام وسائل الإعلام الجديدة من خلال العامة لإنتاج الأخبار، يبدو أنه من المحتمل أن مجال الصحافة البيئية سيتجه بشكل أكثر تجاه عمل تقارير تتناول وجهات النظر المماثلة للدفاع عن البيئة.

## الأنواع
الاتصالات البيئية تشير إلى كل أنواع الاتصالات المستخدمة في النقاش الاجتماعي حول الأمور والمشكلات البيئية.
وكذلك، يأتي في نطاق الاتصالات البيئية أنواع الكتابة المتعلقة بالطبيعة والكتابة العلمية والأدب البيئي والتفسير البيئي والدفاع عن البيئة. ورغم وجود قدر كبير من التداخل بين الأنواع المختلفة في إطار الاتصالات البيئية، فإن كل منها يجوز أن يكون له تعريفه الخاص به.

### الكتابة المتعلقة بالطبيعة
الكتابة المتعلقة بالطبيعة هي النوع الذي يحظى بالتاريخ الأكبر في مجال الاتصالات البيئية. ويحاول توماس جيه ليون، في كتابه هذه الأرض التي لا تضاهى: دليل إلى الكتابة الأمريكية المتعلقة بالطبيعة (This Incomparable Land: A Guide to American Nature Writing)، استخدام «تصنيف للكتابة المتعلقة بالطبيعة» من أجل تعريف النوع. وهو يقترح أن تصنيفاته، كذلك، تعاني من قدر كبير من التداخل والاندماج. «هناك ثلاثة أبعاد لأدب الطبيعة، هي: معلومات تاريخ الطبيعة والاستجابات الشخصية للطبيعة والتفسير الفلسفي للطبيعة» (ليون، 20). في مقال التاريخ الطبيعي، «يتمثل العبء الرئيسي للكتابة في نقل التعليمات المفصلة المرتبطة بحقائق الطبيعة»، كما هو الحال مع نوع الجولات والرحلات من أجل الكتابة المتعلقة بالطبيعة والذي يتميز به جون بوروز (ليون 21). «في مقالات التجارب، يكون الاتصال المبدئي للكاتب مع الطبيعة هو إطار الكتابة»، كما هو الحال في تأملات إدوارد آبي للغروب في الصحراء (ليون 23). في التفسير الفلسفي للطبيعة، تكون المحتويات مشابهة لمحتويات مقالات التاريخ الطبيعي والخبرات الشخصية، «إلا أن وضع التقديم يميل إلى أن يكون أكثر تجردًا وعلمية» (ليون 25). يضيف كتاب نورتون الخاص بالكتابة المتعلقة بالطبيعة القليل من الأبعاد الإضافية إلى نوع الكتابة المتعلقة بالطبيعة، بما في ذلك القصص السردية للحيوانات والمقالات المرتبطة بالحدائق والمقالات القائمة على الزراعة وأعمال النسوية البيئية، والكتابة عن العدل البيئي والأعمال التي تدافع عن الحفاظ البيئي والاستدامة والتنوع البيولوجي. وتعتمد الصحافة البيئية على التقاليد ونطاق الكتابة المتعلقة بالطبيعة.

### الكتابة العلمية
الكتابة العلمية هي الكتابة التي تركز بشكل خاص على الموضوعات الخاصة بالدراسات العلمية، من خلال ترجمة المصطلحات بصفة عامة التي يصعب فهمها على أولئك الذين لا يعملون في المجال العلمي الخاص بها إلى لغة يسهل فهمها. ويمكن أن يكون هذا النوع سرديًا أو إخباريًا. ولا تقع كل أنواع الكتابة العلمية في إطار حدود الاتصالات البيئية، بل فقط الكتابة العلمية التي تعتمد على موضوعات ذات صلة بالبيئة. كما تعتمد الصحافة البيئية كذلك على التقاليد ونطاق الكتابة العلمية.

### التفسير البيئي
يعد التفسير البيئي شكلاً خاصًا من أشكال نشر المعلومات ذات الصلة. وهو «ينطوي على ترجمة اللغة الفنية في العلوم الطبيعية أو المجالات ذات الصلة إلى مصطلحات وأفكار يمكن للأشخاص من غير العلماء فهمها بسهولة. كما أنه يشتمل كذلك على القيام بذلك بطريقة مثيرة للاهتمام وممتعة لهؤلاء الأشخاص» (هام 3). ويتسم التفسير البيئي بالإمتاع (من خلال إشراك الجمهور في الموضوع وتحفيزهم لتعلم المزيد حوله)، وأنه ذو صلة (حيث يكون له مغزى ويتسم بالشخصية للجماهير بحيث يتوفر لديهم سبب قوي لمعرفة المزيد حول الموضوع)، والتنظيم (سهولة المتابعة والتنظيم بحيث تزيد احتمالية تذكر النقاط الرئيسية)، والموضوعية (حيث تتعلق المعلومات برسالة خاصة يتم تكرارها) (هام 8-28). في حين أنه لا يتم اشتقاق الصحافة البيئية من التفسير البيئي، إلا أنها يمكن أن تستخدم الأساليب التفسيرية لتفسير المفاهيم الصعبة على الجماهير.

### الأدب البيئي
انظر كذلك أدب الأماكن المفتوحة
يشير الأدب البيئي إلى الكتابة التي تُعلق بشكل ذكي على الموضوعات البيئية، خصوصًا كما يحدث في العلاقات بين البشر والمجتمع والبيئة. ويقع قدر كبير من الكتابات المتعلقة بالطبيعية وبعض الكتابات العلمية في نطاق الأدب البيئي. وفي الغالب، يتم فهم حقيقة أن الأدب البيئي يتبنى الرعاية والاهتمام بالبيئة، وبالتالي الدفاع عن علاقة أكثر عمقًا وأكثر حساسية من الناحية البيئية بين البشر والطبيعة. وتشتق الصحافة البيئية بشكل خاص من الأدب البيئي.

### الدفاع عن البيئة
يشير الدفاع عن البيئة إلى تقديم معلومات حول مشكلات الطبيعة والمشكلات البيئية التي تكون عنيدة بشكل قاطع، مع تشجيع الجمهور على تبني المزيد من المواقف الحساسة من الناحية البيئية، والتي غالبًا ما تكون وجهات نظر عالمية ترتكز على البيئة. ويمكن أن يظهر الدفاع عن البيئة في أي شكل من الأنواع المذكورة أعلاه للاتصالات البيئية. وهناك جدل مثار حاليًا حول ما إذا كان يجب أن تعتمد الصحافة البيئية على الاستفادة من تقنيات الدفاع عن البيئة أم لا.

## الموضوعات
يغطي مجال الصحافة البيئية مجموعة كبيرة ومتنوعة من الموضوعات. وحسب الدليل البيئي للمحرر، يرى الصحفيون البيئيون أن المشكلات المرتبطة بالبيئة تعد المشكلات البيئية الأهم، يتبعها المشكلات المتعلقة بالتلوث الجوي البيئي ومشكلات اختلال الغدد الصماء وإدارة النفايات. وقد عبر الصحفيون الذين تم استطلاع آرائهم عن أنه يحتمل أن يقوموا بوضع أولويات أعلى على الأمور البيئية الخاصة والمحلية بشكل أكبر من المشكلات البيئية العالمية.
ويمكن أن تشتمل الصحافة البيئية، دون الحصر، على بعض الموضوعات التالية:
من الدليل البيئي للمحرر:
- تلوث الهواء (الأماكن المغلقة)
- تلوث الهواء (الأماكن المفتوحة)
- إدارة مخلفات الحيوانات
- التنوع الحيوي
- المواقع القديمة («المواقع الصناعية والتجارية السابقة» (104))
- السرطان والدعاوى الأخرى المرتبطة بسلاسل الأمراض
- الحالات الكيميائية الطارئة
- الأسلحة الكيميائية (نزع السلاح)
- صحة الأطفال (الربو)
- صحة الأطفال (الرصاص)
- المشكلات البيئية العابرة للحدود (الولايات المتحدة - المكسيك)
- دايوكسين
- التخلص من المواد المجروفة
- اختلال الغدد الصماء («يطلق عليه كذلك اسم العامل الهرموني النشط، [وهو] عبارة عن مادة كيميائية تتدخل في وظائف نظام الغدد الصماء» (172))
- العدالة البيئية والنفايات الخطيرة
- تعرض الأطعمة للإشعاع
- المحاصيل المعدلة وراثيًا
- الاحترار العالمي والتغير المناخي
- تلوث المياه الجوفية
- الكوارث الطبيعية والمعتمدة على التقنيات
- الصحة المهنية
- استنزاف الأوزون
- المبيدات
- منع التلوث / اختزال المصدر
- النمو السكاني
- التمدد والصحة البيئية
- جودة المياه السطحية
- إمداد المياه

- الزراعة
- جودة الهواء
- التغير المناخي
- النظم الإيكولوجية
- الطاقة
- الكوارث البيئية
- الاقتصاد البيئي
- التعليم البيئي
- الأخلاقيات البيئية
- التشريع البيئي والسياسة البيئية
- الغابات
- تلوث الأرض
- الحفاظ على الموطن
- التاريخ الطبيعي
- الترفيه في الأماكن المفتوحة
- السكان
- العلوم
- العلوم الاجتماعية والإنسانيات
- التطوير المستدام
- الحياة المستدامة
- النقل
- المشكلات الحضرية
- النباتية
- إدارة المخلفات
- جودة المياه
- الحياة البرية